# Blang Sibeutong
Blang Sibeutong is een bestuurslaag in het regentschap Aceh Barat van de provincie Atjeh, Indonesië. Blang Sibeutong telt 823 inwoners (volkstelling 2010).